# Crime and custom in savage society

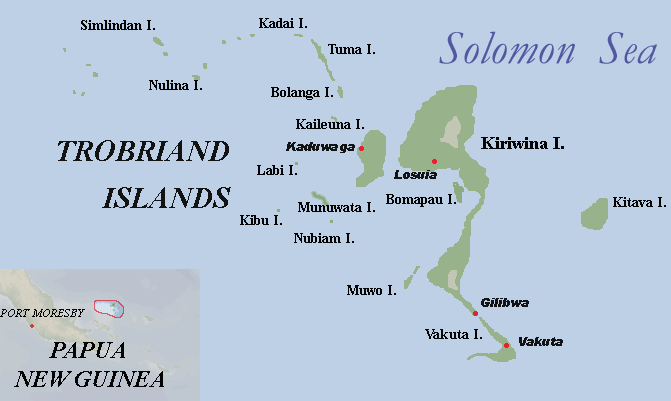
Arxipèlag de Trobriand

Crime and custom in savage society (literalment: Crim i costum en la societat salvatge) és una obra etnogràfica publicada, el 1926, per l'antropòleg Bronislaw Malinowski, un dels antropòlegs més importants del segle xx. El llibre és una de les obres més importants de l'antropologia moderna, i es considera una lectura essencial i obligada per a qualsevol persona interessada en l'antropologia.
Malinowski, al llarg de la seva carrera, va construir una ciència de l'antropologia coherent, basada en els estàndards de la pràctica i la teoria. El text Crime and custom in savage society representa la principal discussió de l'autor sobre la relació entre el dret i la societat. La metodologia es presenta com un element central de l'antropologia reformada, que estipula la manera en què s'han d'adquirir les dades antropològiques. El dret i l'antropologia han mostrat una afinitat natural entre si, compartint una beneficiosa història d'ús dels mètodes i punts de vista d'un per informar i fer avançar a l'altre. L'obra ha esdevingut, amb el temps, un dels clàssics de l'antropologia moderna. En el llibre, Malinowski descriu i analitza les formes en què els habitants de les illes Trobriand, a la costa est de Nova Guinea, estructuren i mantenen l'ordre social i econòmic de la seva tribu. Partint dels estudis sobre els costums i lleis dels nadius d'aquest arxipèlag, Malinowski descriu no només un dret penal molt desenvolupat, sinó també un dret civil molt desenvolupat. L'autor refuta enèrgicament les afirmacions de Rivers et al. segons les quals l'adhesió a la llei i al costum en les societats primitives és el resultat d'un sentiment de grup o d'un instint de grup, i demostra que la base és bastant racional i pràctica, i que implica un pren i arronsa mutu, i no servil i espontani.
L'obra es divideix en dues parts, la primera consta de tretze capítols dedicats al dret primitiu i l'ordre i la segona, més curta, consta de quatre capítols dedicats al crim primitiu i el seu càstig. Una part d'aquest assaig sobre la jurisprudència primitiva va ser impartida per Malinowski en forma de conferència a la Royal Institution i publicada, més tard, en forma ampliada a les pàgines de la revista Nature, el 6 de febrer de 1926.